# Páralovo sedátko
Páralovo sedátko se nachází v lázeňských lesích Karlových Varů. Bylo zbudováno v roce 1999 na počest spisovatele Vladimíra Párala.

## Vladimír Páral a Karlovy Vary
Český spisovatel Vladimír Páral (* 1932) je jedním z velkých obdivovatelů a znalců města Karlovy Vary a ctitelem i sponzorem karlovarských lesů. Těm složil následující poklonu:
Karlovarské lesy jsou líbezné a roste v nich, od trávy až po věkovité stromy, výběr nejlepší zeleně celé Evropy. Před dávnými tisíciletími jsme my lidé vyšli z lesa a od té doby jsme nenašli místo, kde bychom se cítili svobodněji a šťastněji.
 Vladimír Páral
Do Karlových Varů přijel poprvé v roce 1967 a město i jeho okolí pak po dlouhá léta každý rok vždy na jaře a na podzim navštěvoval. V karlovarských lesích hledal pohodu, aktivní odpočinek a klid na práci. Oblíbeným místem spisovatele byl dřevěný vyhlídkový altán Rusalka umístěný v nadmořské výšce 554 metrů ve svahu nad levým břehem řeky Teplé.

### Projekt Páralpárty
V roce 1993 zahájila organizace pečující o karlovarské lesy Lázeňské lesy Karlovy Vary z podnětu karlovarského patriota Pavla Reisera dlouholetý projekt zvaný Páralpárty. Záštitu nad touto aktivitou převzal sám spisovatel. Tato činnost a štědré sponzorské příspěvky ze strany firem i jednotlivců pomohly opravit četné altány a pavilony v lázeňských lesích.

## Popis sedátka

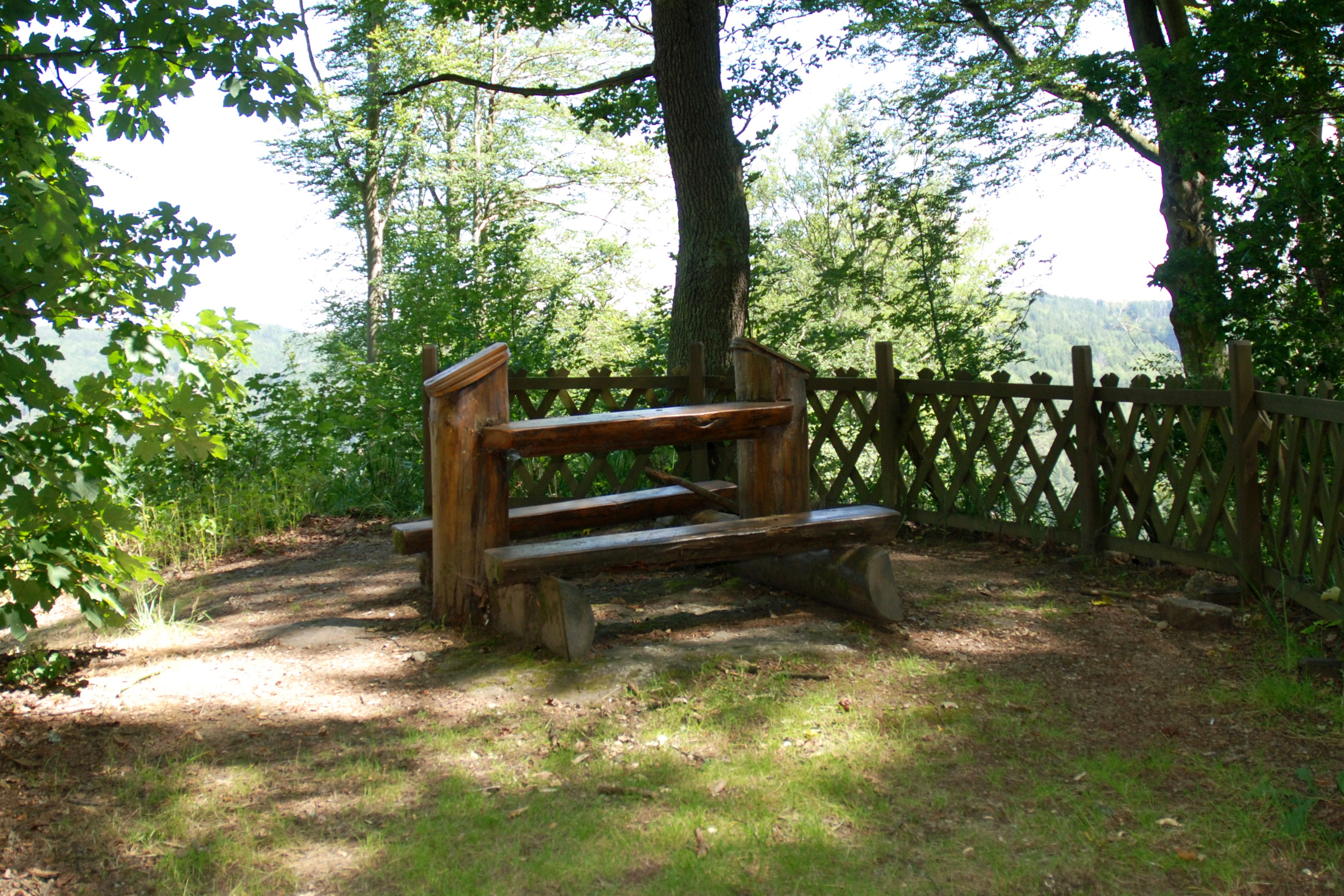
Původní sedátko, foto 07/2019

Páralovo sedátko se nachází na mírné vyvýšenině na otevřeném lesním prostranství nad chatou Rusalka. Bylo zbudováno v roce 1999 na spisovatelovu počest a připomíná jeho lásku, obdiv a úctu ke karlovarským lesům. Původním sedátkem byl prostý dřevěný stůl se dvěma jednoduchými lavicemi.
Povětrnostní vlivy zde během času zanechaly své stopy, a tak muselo být sedátko obnoveno. V létě roku 2020 bylo renovováno. Stojí zde dvě nové dřevěné lavice, které u jednoduchého stolu opět nabízí posezení a odpočinek.